# Yórgos Arvanítis
Ne doit pas être confondu avec Georges Arvanitas.
Yórgos Arvanítis (Γιώργος Αρβανίτης) ou Geórgios Arvanítis (grec moderne : Γεώργιος Αρβανίτης) orthographié parfois Giórgios Arvanítis, né le 22 février 1941 à Dilofo en Phthiotide, est un directeur de la photographie grec. En 45 ans de carrière, il a participé à plus de cent films. Il est installé en France depuis 1989. Il a remporté le prix de la meilleure photo lors de la Mostra de Venise 1989 pour Australia.

## Filmographie sélective
- 1967 : Fièvre sur le bitume de Dínos Dimópoulos
- 1967 : Les Perles grecques de Yánnis Dalianídis
- 1970 : Sous-lieutenant Natacha de Nikos Foskolos
- 1970 : La Reconstitution de Theo Angelopoulos
- 1971 : Qu'as-tu fait à la guerre, Thanassis ? de Dínos Katsourídis
- 1972 :  I Aliki dictateur de Takis Vougiouklakis (en)
- 1972 : Jours de 36 de Theo Angelopoulos
- 1973 : Jean le violent de Tónia Marketáki
- 1973 : Le Lieu du crâne de Kóstas Aristópoulos
- 1975 : Le fils d'Amr est mort de Jean-Jacques Andrien
- 1975 : Le Voyage des comédiens de Theo Angelopoulos
- 1977 : Iphigénie  de Michael Cacoyannis
- 1977 : Les Chasseurs de Theo Angelopoulos
- 1978 : Cri de femmes de Jules Dassin
- 1983 : Voyage à Cythère de Theo Angelopoulos
- 1985 : Les Années de pierre de Pantelís Voúlgaris
- 1985 : Une aussi longue absence de Stavros Tsiolis
- 1986 : L'Apiculteur de Theo Angelopoulos
- 1989 : Australia de Jean-Jacques Andrien
- 1994 : Le Bateau de mariage de Jean-Pierre Améris
- 1994 : Le Rêve du papillon de Marco Bellocchio
- 1997 : Port Djema d'Éric Heumann
- 1998 : L'Éternité et Un Jour de Theo Angelopoulos
- 1999 : Innocent de Costa Natsis
- 2002 : Les Amants du Nil d'Éric Heumann
- 2002 : La Boîte magique de Ridha Béhi
- 2002 : Je suis las de tuer tes amants de Níkos Panayotópoulos
- 2004 : L'Enfant endormi de Yasmine Kassari
- 2004 : Process de C.S. Leigh
- 2007 : Une vieille maîtresse de Catherine Breillat
- 2011 : Tom le cancre de Manuel Pradal
- 2015 : Graziella de Mehdi Charef

## Distinctions
- Meilleure photographie : La Reconstitution (Festival du cinéma grec 1970 Thessalonique) ; Jours de 36 (Festival du cinéma grec 1972 Thessalonique) ; Le Voyage des comédiens (Festival du cinéma grec 1975 Thessalonique)
- Prix spécial : Les Grandes Chansons d'amour (Festival du cinéma grec 1973 Thessalonique)